# Gilda Jannaccone
Gilda Iannaccone (Napoli, 11 marzo 1940) è un'ex mezzofondista e velocista italiana.
Ha partecipato alle Olimpiadi di Roma 1960 sugli 800 metri piani, venendo tuttavia eliminata in batteria.

## Biografia
Il 18 maggio 1957 stabilì a Napoli il primato italiano dei 400 metri con 60.9, battendo di due decimi il precedente record di Vita Virgilio. Nel 1958, passò a correre gli 800 metri in cui l'8 giugno dello stesso anno stabilì con 2.16.3 il nuovo record nazionale.
Dal 1958 al 1963 si è aggiudicata per sei volte consecutive il titolo di campionessa italiana assoluta sia sugli 800 metri che nel cross.
Gilda Iannaccone è stata l'atleta che ha rivoluzionato il mezzofondo femminile italiano. Prima di lei, infatti, non si era registrato negli 800 metri nessun movimento particolare e la disciplina era scarsamente considerata. L'Enciclopedia della Rizzoli “Conoscere l'Atletica”, nel capitolo dedicato agli 800 metri italiani, commenta ed elogia l'operosità dell'atleta:
La fortissima mezzofondista napoletana inizia la sua progressione nel 1958 quando, a Roma, stabilisce il primo dei ben undici primati italiani (dodici se si aggiunge quello dei 400 metri) portando in questi sei anni il record nazionale degli 800 metri da 2.16 a 2.08 con un miglioramento di circa 18 secondi.
Si ritira dall'attività nel 1965.

## Progressione
1957: (17) 60.9 (400 m);  1958: (18) 2.14.9 (800 m);  1959: (19) 58.9 (400 m), 2.14.6 (800 m);  1960 (20) 2.10.9 (800 m);  1961 (21) 59.4 (400 m), 2.13.4 (800 m);  1962 (22) 2.09.5 (800 m);  1963 (23) 2.09.1 (800 m);  1964 (24) 2.08.9 (800 m); 1965 (25) 2.16.5 (800 m).

## Palmarès
| Anno | Manifestazione  | Sede | Gara  | Risultato | Tempo   |
| ---- | --------------- | ---- | ----- | --------- | ------- |
| 1960 | Giochi olimpici | Roma | 800 m | Batteria  | 2'13"72 |

## Campionati nazionali
- Oro Campionati italiani assoluti (negli 800 m dal 1958 al 1963)[2]